# كليرمون (وايز)
كليرمون هي بلدية تقع في مقاطعة واز وموقعها شمال فرنسا .  محطة كليرمون دو لواز لديها سكك حديدية إلى أميان وكريل وباريس.

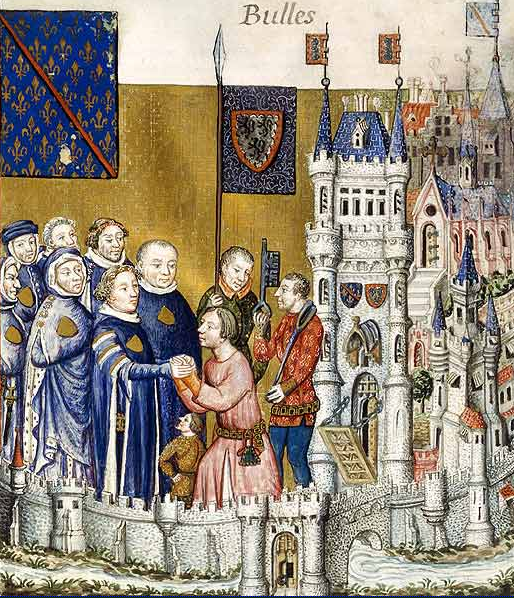
تحية لكليرمون إن بوفيه

تُعرف كليرمون أيضًا باسم كليرمون إن بوفيز أو كليرمون دي لويز. المدينة مبنية على تل فوقها قلعة من القرن الرابع عشر. وهي إحدى بقايا القلعة التي كانت تستخدم كسجن للنساء. يعود تاريخ الكنيسة إلى القرن الرابع عشر والقرن السادس عشر. تم بناء فندق Hôtel de Ville على يد الملك تشارلز الرابع ، المولود في كليرمونت عام 1294 ، ويعتبر من أقدم الفنادق في شمال فرنسا.
من المحتمل ان المدينة تأسست خلال الغزو النورماندي وتعتبر قاعدة عسكرية مهمة في العصور الوسطى. تم احتلالها وإعادة احتلالها عدة مرات من قبل القوات المعادية خلال حرب المائة عام ، وخلال حرب الأديان عام 1615 ، حاصر هنري الثاني ، أمير كوندي ، وقبض عليه من قبل المارشال دانكر.

## مشاهد
- كنيسة سانت شمشون (القرنان الثاني عشر والرابع عشر والسادس عشر) التي تحتوي على العديد من اللوحات من القرن السابع عشر
- زنزانة كليرمون ، القرن الثاني عشر
- دار البلدية المحصنة ، القرن الرابع عشر
- Subprefecture ، القرن الخامس عشر
- كنيسة لارديريس ، القرن السابع عشر
- حديقة شاتيلير وإطلالة على شمال المدينة
- فاو وود

## علاقات دولية
توأمة مع:
- Sudbury، United Kingdom
- Chiaramonte Gulfi، Italy

## أنظر أيضا
- كوميونات قسم واز
- قائمة تهم كليرمون أون بوفيزيس
- الفنانة سيرافين لويس 1888-1942